# Hohgant
Hohgant – szczyt w Alpach Berneńskich, części Alp Zachodnich. Leży w Szwajcarii w kantonie Berno. Należy do głównego łańcucha Alp Berneńskich. Można go zdobyć ze schroniska Hohganthütte (1805 m) lub Berggasthaus Kemmeriboden-Bad (975 m).